# Мирской (Новокубанский район)
Мирской — посёлок в Новокубанском районе Краснодарского края. Входит в состав Ковалевского сельского поселения.

## География
Посёлок Мирской расположен примерно в 13 км к северо-западу от Новокубанска, административного центра района.

## Население
| 1882 | 1897  | 1912 | 1918 | 1926  | 2002 | 2010 |
| ---- | ----- | ---- | ---- | ----- | ---- | ---- |
| 701  | ↗1476 | ↘603 | ↘400 | ↗1890 | ↘264 | ↘235 |

### Половой состав
По данным Всероссийской переписи населения 2010 года, в посёлке проживало 235 человек (111 мужчин и 124 женщины).

## Улицы
- ул. Зелёная,
- ул. Мира,
- ул. Садовая.